# Southern Accents
Southern Accents é o sexto álbum de estúdio de Tom Petty and the Heartbreakers, lançado em 26 de março de 1985, pela MCA Records. O single principal do álbum, "Don't Come Around Here No More", co-escrito por Dave Stewart, da Eurythmics, alcançou o 13º lugar na Billboard Hot 100. Seu videoclipe apresentava imagens de Alice no País das Maravilhas. A música "Southern Accents" foi posteriormente gravada por Johnny Cash para seu álbum Unchained, em 1996.

## História
Originalmente concebido como um álbum conceitual, o tema "Southern Accents" tornou-se um tanto obscuro com a inclusão de três músicas co-escritas por Stewart, e várias outras originalmente planejadas para o álbum foram excluídas. As músicas cortadas da lista de faixas incluem "Trailer", "Big Boss Man", "Crackin 'Up" (uma versão de Nick Lowe), "The Image of Me", "Walkin' From the Fire" e "The Apartment Song". As quatro primeiros (e uma versão demo de "The Apartment Song") foram lançados mais tarde no Playback, um conjunto que incluía músicas conhecidas, outtakes, b-sides e outras raridades. Uma versão em estúdio de "The Apartment Song" apareceu no primeiro álbum solo de Petty, Full Moon Fever, lançado em 1989. "Trailer" foi posteriormente regravado e lançado em maio de 2016 pela outra banda de Petty, Mudcrutch, em seu segundo álbum de estúdio, 2. "Walkin 'From the Fire" foi lançado no box póstumo An American Treasure em 2018. A música "My Life / Your World", de Let Me Up (I've Had Enough), incluiu várias das músicas reescritas.
Enquanto mixava a faixa de abertura do álbum, "Rebels", Petty ficou frustrado e bateu em uma parede, quebrando severamente a mão esquerda. A cirurgia subsequente na mão o deixou com vários pinos, fios e parafusos implantados.
A capa do álbum apresenta uma pintura de Winslow Homer, intitulada The Veteran in a New Field, de 1865.
Uma nova versão da música "The Best of Everything", com um arranjo diferente e um verso inédito, foi lançada como single em 2018, antes do lançamento do próximo álbum de compilação homônimo.

## Lista de músicas
Todas as faixas escritas e compostas por Tom Petty, exceto quando indicado:. 
| Lado A |                                  |         |  |
| N.º    | Título                           | Duração |  |
| 1.     | "Rebels"                         | 5:21    |  |
| 2.     | "It Ain't Nothin' to Me"         | 5:12    |  |
| 3.     | "Don't Come Around Here No More" | 5:07    |  |
| 4.     | "Southern Accents"               | 4:44    |  |

| Lado B         |                                    |         |  |
| N.º            | Título                             | Duração |  |
| 5.             | "Make It Better (Forget About Me)" | 4:23    |  |
| 6.             | "Spike"                            | 3:33    |  |
| 7.             | "Dogs on the Run"                  | 3:40    |  |
| 8.             | "Mary's New Car"                   | 3:47    |  |
| 9.             | "The Best of Everything"           | 4:03    |  |
| Duração total: | Duração total:                     | 39:54   |  |

## Pessoal
Tom Petty  and the Heartbreakers
- Tom Petty - vocal, guitarras, piano, teclados, percussão, produtor
- Mike Campbell - guitarras (líder, slide, ressonador, baixo em "Rebels"), backing vocal em "It Ain't Nothin 'to Me", teclados, produtor
- Benmont Tench - piano, teclados, vibrafone
- Howie Epstein - baixo, vocal de apoio
- Stan Lynch - bateria, percussão, backing vocal em "Rebels"

Pessoal adicional
- William Bergman – horn, tenor sax, sound effects, backing vocals
- John Berry Jr. – trumpet, horn, sound effects
- David Bianco – engineer
- Ron Blair – bass guitar on "The Best of Everything"
- Dick Braun – trumpet, horn, sound effects, backing vocals
- Steve Breitborde – photography
- Sharon Celani – backing vocals
- Jim Coile – horn, tenor sax, sound effects, backing vocals
- Malcolm 'Molly' Duncan – saxophone
- Joel Fein – engineer
- Dean Garcia – bass guitar
- Bobbye Hall – percussion
- Jerry Hey – horn, horn conductor
- Winslow Homer – artwork, cover painting
- Garth Hudson – keyboards
- Jimmy Iovine – producer
- Clydene Jackson – backing vocals
- Phil Jones – percussion
- Martin Jourard – saxophone
- Dennis Keeley – photography
- Jim Keltner – percussion
- Richard Manuel – backing vocals
- Stephen Marcussen – mastering
- Marilyn Martin – backing vocals
- Kurt McGettrick – horn, sound effects, backing vocals
- Jack Nitzsche – string arrangement on "Southern Accents"
- Dave Plews – trumpet
- Robbie Robertson – producer
- Daniel Rothmuller – clarinet, cello
- Don Smith – engineer, remixing
- Greg Smith – horn, saxophone, baritone sax, backing vocals
- Stephanie Spruill – backing vocals
- Steele Works – design, cover design
- Tommy Steele – art direction, design, cover design
- David A. Stewart – bass guitar, guitar, keyboards, sitar, backing vocals, producer
- Julia Tillman Waters – backing vocals
- Maxine Willard Waters – backing vocals
- Alan "Bugs" Weidel – engineer
- Shelly Yakus – engineer, remixing